# P/2014 L2 (NEOWISE)
P/2014 L2 (NEOWISE) — одна з короткоперіодичних комет сім'ї Юпітера. Ця комета була відкрита 7 червня 2014 року; вона мала 19m на час відкриття.